# 아사쿠라 후미오

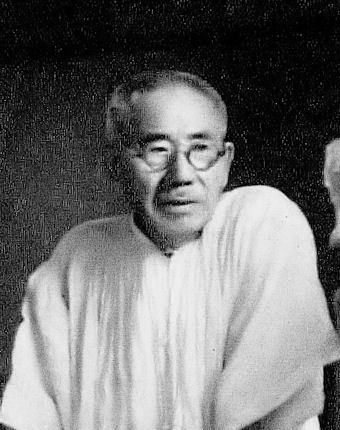

아사쿠라 후미오(일본어: 朝倉文夫, 1883년 3월 1일 ~ 1964년 4월 18일)는 메이지 시대부터 쇼와 시대까지 활약한 일본의 조각가이다. 호는 홍소(紅塐)이며 동양의 로댕으로 불리었다. 무대미술가이자 화가인 아사쿠라 세쓰(朝倉摂)와 조각가인 아사쿠라 쿄코(朝倉響子)가 딸이다.